# Borki (Bélgorod)
|  | Per a altres significats, vegeu «Borki». |

Borki - Борки (rus) - és un poble de l'óblast de Bélgorod, a Rússia. El 2010 tenia 655 habitants. Pertany al districte (raion) de Valuiki.